# 49 минут джаза
49 минут джаза — музыкальная программа на Радио «Свобода». Ведущий — Дмитрий Савицкий (он же — ДС). Постоянные позывные — «So Tired» Бобби Тиммонса.
Передача начала выходить в 1989 году под названием «49 с половиной минут джаза», потом была введена рекламная вставка в середине, что сократило время передачи до сорока девяти минут.

— С чего начались «49 минут джаза»?

— Я был в гостях у пианиста Хораса Сильвера в Малибу, Калифорния, делал интервью
 для «Le Mond de la Musique», когда меня посетила идея сделать из этого интервью
 передачу о джазе и предложить «Свободе». Идея была горячо одобрена главным продюсером Русланом Гелисхановым, который пригласил меня в Мюнхен, и мы сделали пилотную программу.

Передача была прекращена 10 апреля 2004 года «в связи с переходом на новый формат вещания» (увеличением числа разговорных, интерактивных передач). За это время вышло 693 выпуска по 49 минут (что даёт 33 957 минут звучания). Были записаны интервью с Ахмадом Джамалем, Бенни Голсеном, Джимми Смитом, Уинтоном Марсалисом и другими знаменитыми джазовыми музыкантами.
С 1 апреля 2007 года передача была возобновлена под названием «9 минут джаза». С 7 мая 2008 продлена до 14 минут и выходила под названием «Джаз на „Свободе“». С 1 марта 2009 года под названием «Время джаза» (Jazz time) передача выходит по воскресеньям в длинном, почти прежнем, формате (48 минут).